# Рендгенијум
Рендгенијум (Rg), неправилно рентгенијум, вероватно је прелазни метал са атомским бројем 111. То је екстремно радиоактивни вештачки елемент који се не налази у природи и може се синтетизовати само у лабораторији. Његов најстабилнији, до данас познати, изотоп је Rg-282, са временом полураспада од 2,1 минуте, мада се претпоставља да би изотоп Rg-286 могао имати нешто дуже време полураспада од 10,7 минута. Овај елемент први пут је синтетизован 1994. године у Центру за истраживање тешких јона GSI Хелмхолц са седиштем у близини немачког града Дармштата. До 1. августа 2004. године био је познат под називом унунунијум (Uuu), када је званично потврђено ново име. Рендгенијум је назив добио по презимену немачког физичара Вилхелма Конрада Рендгена.
У периодном систему елемената налази се у d блоку трансактиноидних елемената. Члан је 7. периоде и 11. групе хемијских елемената, иако изведени хемијски експерименти потврђују да се он понаша као тежи хомолог злата у 11. групи, односно девети члан  серије прелазних метала. Према прорачунима, рендгенијум би могао имати сличне особине као његови лакши хомолози: бакар, сребро и злато, мада би могле постојати и знатне разлике између њих.

## Историја
Рендгенијум је први пут синтетизиран у лабораторији Друштва за истраживање тешких јона (GSI) у немачком Дармштату где је међународни тим под водством Сигурда Хофмана 8. децембра 1994. извршио синтезу елемента 111. Научници су бомбардирали мету сачињену из изотопа бизмута-209 јако убрзаним језгрима атома никла-64 и при томе су детектирали један атом изотопа рендгенијума-272:
-{{ {Su|p=209|b= 83}}Bi + 64
28Ni → 272
111Rg + 1
0n }-
Међутим, иста реакција је већ била изведена на Заједничком институту за нуклеарна истраживања (JINR) у руском (у то вријеме СССР) граду Дубна 1986. године, али током тог експеримента није запажен нити један атом 272. Године 2001, заједничка комисија IUPAC/IUPAP (JWP) закључила је да не постоји довољно доказа да је откриће било у то време у Дубни. Тим GSI је поновио исте експерименте 2002. године те је добио још три атома. У свом извештају 2003. JWP комисија је одлучила да GSI тиму треба припасти част за откриће овог елемента.

### Етимологија
По Мендељејевљевој номенклатури за неоткривене и неименоване елементе, рендгенијум би требао бити назван ека-злато. Године 1979. IUPAC је објавио препоруке према којима би се овај елемент требао називан унунунијум (према чему би симбол требао бити Uuu), што представља систематско име за елемент који би служио као привремена ознака док се елемент не открије (и откриће буде недвосмислено потврђено), након чега би се изабрало ново, стално име елемента. Иако је назив рендгенијум широко кориштен у оквирима заједница хемичара на свим нивоима, почев од школских учионица, напредних приручника и другде, препоруке IUPAC-а научници су врло често занемаривали у пракси, називајући елемент једноставно елемент 111, са симболом Е111, затим (111) или чак 111.
Назив рендгенијум (Rg) предложио је 2004. године тим научника са GSI института у част њемачког физичара Вилхелма Конрада Рендгена, научника који је открио x-зраке. Тај назив прихватио је IUPAC 1. новембра 2004. године.

## Особине

### Изотопи
Рендгенијум нема ни један стабилни нити природно распрострањени изотоп. До данас је синтетизовано неколико радиоактивних изотопа у лабораторијама, било фузијом језгара лакших елемената или у виду међупроизвода ланца распада тежих елемената. Познато је девет различитих изотопа рендгенијума са атомским масама 272, 274, 278–283 и 286 (мада су 283 и 286 још непотврђени), од којих два изотопа, Rg-272 и Rg-274 имају позната метастабилна стања, иако су и она такође још увек непотврђена. Сви ови изотопи распадају се алфа-распадом или спонтаном фисијом.

### Стабилност и време полураспада
| Изотоп | Време полураспада | Врста распада | Година открића | Реакција     |
| ------ | ----------------- | ------------- | -------------- | ------------ |
| 272    | 3,8 ms ?          | α             | 1994           | 209          |
| 273    | 5? ms             | α ?           | неоткривен     | —            |
| 274    | 6,4 ms            | α             | 2004           | 278(—,α)     |
| 275    | 10? ms            | α ?           | неоткривен     | —            |
| 276    | 100? ms           | α, СФ ?       | неоткривен     | —            |
| 277    | 1? s              | α, СФ ?       | неоткривен     | —            |
| 278    | 4,2 ms            | α             | 2006           | 282(—,α)     |
| 279    | 0,17 s            | α             | 2003           | 287(—,2α)    |
| 280    | 3,6 s             | α             | 2003           | 288(—,2α)    |
| 281    | 17+6 −3           | α, СФ         | 2009           | [ 7 ] [ 25 ] |
| 282    | 2,1+1,4 −0,6      | α             | 2009           | [ 25 ]       |
| 283    | 5,1 min?          | СФ            | 1998?          | ?            |
| 284    | —                 | –             | неоткривен     | —            |
| 285    | —                 | –             | неоткривен     | —            |
| 286    | 10,7 min?         | α             | 1998?          | ?            |

Сви изотопи рендгенијума су екстремно нестабилни и радиоактивни; генерално, што је изотоп тежи, уједно је и стабилнији од лакших изотопа. Најстабилнији познати изотоп рендгенијума, 282Rg, истовремено је и најтежи до данас откривени изотоп овог елемента; његово време полураспада износи 2,1 минуте. (До данас непотврђени 286 је још тежи изотоп те би према прорачунима могао имати још дуже вријеме полураспада од око 10,7 минута, што би значило да је један од најдуговечнијих супертешких нуклида; слично томе, непотврђени изотоп 283 би могао имати време полураспада од око 5,1 минута.) Изотопи 280 и 281 такође имају времена полураспада дужа од једне секунде. Сви остали изотопи имају времена полураспада у распону од неколико милисекунди. За, до данас неоткривени, изотоп 287 предвиђа се да би могао бити најстабилнији изотоп у погледу бета-распада; међутим, ни за један изотоп рендгенијума није познато да се распада на тај начин. Засад још непознати изотоп 277Rg би такође могао имати време полураспада дуже од једне секунде. Пре него што су откривени, за изотопе  и 282Rg било је предвиђано да би имали времена полураспада од једне секунде, једне и четири минуте; ипак, након открића њихова времена полураспада измерена су значајно краћа: 4,2 милисекунде, 17 секунди и 2,1 минуте, истим редом. На сличан начин, мерењем времена полураспада непотврђеног изотопа 283Rg од 5,1 минуте, такође су значајно смањена претходна предвиђања за њега, која су се кретала до 10 минута.

### Хемијске
Рендгенијум је девети члан  серије прелазних метала. Како је за коперницијум (елемент 112) доказано да је метал 12. групе ПСЕ, очекивало се да би сви елементи почев од елемента 104 до 111 требали наставити четврту серију прелазних метала. Калкулације њихових потенцијала јонизације као и атомских и јонских радијуса атома показале су да је он сличан свом лакшем хомологу злату, што имплицира да би основне особине рендгенијума могле бити у великој мери сличне особинама других елемената из 11. групе: бакру, сребру и злату; ипак, постоје и предвиђања да би рендгенијум могао показивати и бројне разлике од својих лакших хомолога.
Предвиђа се да би рендгенијум могао бити и племенити метал. На основу најстабилнијих оксидационих стања лакших елемената из 11. групе периодног система, за рендгенијум се превиђа да би могао имати стабилна оксидациона стања +5 и +3, те нешто мање стабилно стање +1. Стање +3 би према предвиђањима требало бити најстабилније. За рендгенијум() се очекује да има реактивност сличну оној код злата(III), али би могла бити доста стабилнија и градила шири спектар једињења. Злато гради и донекле стабилно стање −1 због релативистичких ефеката, а постоје назнаке да би се тако могао понашати и рендгенијум: ипак, афинитет према електрону код рендгенијума би се могао очекивати да буде око 1,6 , што је значајно ниже од вредности код злата која износи 2,3 , тако да евентуални рентгениди не би могли бити стабилни а можда и немогући. Орбитале 6d су дестабилизоване због релативистичких ефеката и интеракција сприн–орбитала близу краја четврте серије прелазних метала, због чега би високо оксидационо стање рендгенијума(V) могло бити стабилније од његовог лакшег хомолога злата() (познато само у једном једињењу) јер 6d електрони учествују у вези у значајнијем обиму. Интеракције спин-орбитала стабилизирају молекуларна једињења рендгенијума са више везујућих 6d електрона; на пример, за RgF−
6 се очекује да би могао бити стабилнији од RgF−
4, а за који се опет очекује да би требао бити стабилнији од RgF−
2. За рендгенијум() се очекује да би се врло тешко могао добити. Злато врло лако гради цијанидне комплексе Au(CN)−
2, који се користе за издвајање злата из руда путем процеса цијанидизације злата; а за рендгенијум се очекује да следи тај образац и гради Rg(CN)−
2.
Могућа хемија рендгенијума привукла је знатно више пажње од хемије претходна два синтетичка елемента, мајтнеријума и дармштатијума, јер се за валентну s- подљуску код елемената 11. групе очекује да ће бити знатно релативистички концентрирана нарочито снажно код рендгенијума. Прорачуни за молекул RgH показују релативистичке ефекте двоструке снаге везе рендгенијум-водоник, чак иако је ослабљена због интеракције спин-орбитала за 0,7 eV. Једињења AuX и RgX, где је X = F, Cl, Br, O, Au или Rg, су такође проучавани. За јон Rg+ се предвиђа да би могао бити најмекши метали јон, чак мекши и од Au+, мада не постоје слагања међу научницима о томе да ли се он понаша као киселина или база. У воденим растворима, јон Rg+ би могао градити водени јон , где дужина везе Rg-O износи 207,1 . Очекује се и да би Rg(I) могао градити комплексе са амонијаком, фосфином и водоник сулфидом.

### Физичке
За рендгенијум се очекује да буде у чврстом агрегатном стању у стандардним условима температуре и притиска, те да се кристализира у просторно-центрирану кубичну структуру, за разлику од својих лакших конгенера који се кристализирају у просторно-центрирану кубну структуру, а због очекивања да би рендгенијум могао имати другачију густину набоја електрона од њих. Он би могао бити веома тешки метал, густоће око 28,7 3. За успоредбу, најгушћи познати елемент који има измерену густоћу је осмијум, а она износи „само” 22,59 3. Овако велика густина резултат је велике атомске тежине рендгенијума, ефекат контракције лантаноида и актиноида као и релативистички ефекат, иако би производња довољне количине рендгенијума да би се ова вредност измерила била врло непрактична, а узорак би се распао у кратком времену.
Стабилни елементе 11. групе ПСЕ, бакар, сребро и злато, имају конфигурацију вањских електрона . За сваки од ових елемената, прво побуђено стање њихових атома има конфигурацију . Због купловања спин-орбитала између d електрона, ово стање се дели на пар нивоа енергија. За бакар, разлика у енергији између основног и најнижег побуђеног стања узрокује да овај метал поприми црвенкасту нијансу. Код сребра, енергетски распон је још шири те је метал карактеристичног сјаја. Међутим, порастом атомског броја, побуђени нивои се стабилизирају услед релативистичких ефеката па се код злата енергетски распон поновно смањује па злато због има жуте (златне) нијансе. Код рендгенијума, прорачуни дају назнаку да је  ниво до те мере стабилизиран да чак постаје основно стање док ниво  постаје прво побуђено стање. Резултирајућа разлика у енергијама између новог основног стања и првог побуђеног стања је иста као и код сребра, те се очекује да би рендгенијум могао бити доста сличан сребру по изгледу. За атомски радијус рендгенијума очекује се да би могао износити око 138 .